# Gesellschaft für volkstümliche Astronomie
Die Gesellschaft für volkstümliche Astronomie e.V. (GvA) ist einer der größten amateurastronomischen Vereine Deutschlands und der einzige gemeinnützige Verband der Amateurastronomen in Hamburg. Sie ist Mitglied der Vereinigung der Sternfreunde (VdS).

## Ziele
Die Aufgabe der GvA besteht in der Förderung der Astronomie in der Öffentlichkeit, der Betreuung ihrer Mitglieder und im Betrieb von Sternwarten, die für Amateurastronomen geeignet sind. Sie gibt viermal im Jahr für Mitglieder die Zeitschrift Sternkieker mit etwa 200 Seiten jährlichem Gesamtumfang heraus. Einmal monatlich organisiert sie einen öffentlichen Vortrag zu amateurastronomischen Themen.

## Organisation
Die Arbeit in der GvA gliedert sich in mehrere Bereiche, die jeweils von einem Verantwortlichen betreut werden. Zurzeit finden regelmäßig Veranstaltungen der Bereiche Anfänger, Sonne, Videoastronomie, Astrofotografie, Spiegelschleifen und Jugendarbeit statt. Neben den Vorstandsmitgliedern existieren feste Zuständigkeiten für die Leitung der Vereinssternwarten und für die Redaktion des Sternkieker. Zurzeit betreibt die GvA keine Sternwarte auf Hamburger Gebiet, die sogenannte "Außensternwarte" liegt in der Nordheide (Landkreis Harburg).
Die GvA besitzt Ortsgruppen in Kiel und Cuxhaven, die beide vereinseigene Sternwarten betreiben. Die Ortsgruppen sind rechtlich keine eigenen Vereine und finanziell nicht selbständig, in ihrer inhaltlichen Arbeit jedoch weitgehend frei.
Der Verein hatte Anfang der 2010er-Jahre etwa 450 Mitglieder.

## Geschichte

### Hamburg
Vorgänger der GvA war die seit 1960 aktive "Arbeitsgemeinschaft Hamburger Sternfreunde" (AHS), die sich 1964 zu einem Verein unter dem Namen "Verein Hamburger Sternfreunde e.V." (VHS) entwickelte. Aufgrund der Verwechslungsmöglichkeit mit der Volkshochschule Hamburg, die das gleiche Kürzel verwendet, kam es 1970 zur Umbenennung in "Gesellschaft für volkstümliche Astronomie e.V. Hamburg".
In der Anfangsphase war der Verein auf die Nutzung von Räumlichkeiten in Schulen angewiesen, konnte aber 1970 Räume im Wasserturm im Hamburger Stadtpark beziehen. Diese umfassten unter anderem einen Vortragsraum, eine Sternwarte und eine Werkstatt. Es kam zu einer langjährigen und engen Zusammenarbeit mit dem seit 1930 im selben Gebäude untergebrachten Hamburger Planetarium unter seinem damaligen Leiter Erich Übelacker, der für sechs Jahre auch Vorsitzender der GvA war. Während der frühen 1970er-Jahre gab es Bestrebungen, auf dem Wasserturm eine offizielle Volkssternwarte zu betreiben. Diese Nutzung wurde jedoch 1973 durch die Hamburger Kulturbehörde endgültig untersagt. Vor allem in den 1980er und 1990er Jahren konnten zusammen mit dem Planetarium eine Vielzahl öffentlicher Veranstaltungen durchgeführt werden. Zu dieser Zeit diente eine Leihgabe aus dem Gerätepark der Hamburger Sternwarte, ein für damalige amateurastronomische Verhältnisse großer 15-cm-Refraktor auf einer schweren Zeiss-Montierung, als Hauptinstrument der Vereinssternwarte.
Nach der Einstellung der Zeitschrift KPM im Jahre 1997 trat das vereinseigene Kometenzirkular für kurze Zeit an ihre Stelle. Ab 1998 wurde dann der Anteil der Artikel zu Kometen und Kleinplaneten im Sternkieker deutlich erweitert. Dieser Abschnitt der Vereinszeitschrift wurde noch bis Mitte der 2000er-Jahre von Hartwig Lüthen, einem der ehemaligen Herausgeber von KPM, betreut.
Im Zuge des Umbaus des Planetariums 2002 verlegte die GvA ihre Vereinsräume und die Sternwarte nach Bergedorf in einen Pavillon auf dem Dach des City-Center Bergedorf. 2006 musste auch dieser Standort auf Grund des Umbaus des Einkaufszentrums wieder aufgegeben werden. Es konnten keine geeigneten neuen Räume für die Sternwarte gefunden werden, woraufhin Teile der Geräte in die Außensternwarte verlegt wurden. Zurzeit werden Vortragsräume in Barmbek-Nord und in Klein Flottbek genutzt.
Aufgrund dieser geschichtlichen Entwicklung verfügt die Stadt Hamburg bis heute über keine Volkssternwarte und seit 2006 auch nicht mehr über eine Sternwarte für Amateurastronomen. Konkrete Aktivitäten zur Gründung einer Hamburger Volkssternwarte werden heute im Rahmen des Fördervereins der Hamburger Sternwarte betrieben.

### Außensternwarte
Die GvA betreibt seit 1980 die so genannte "Außensternwarte" außerhalb Hamburgs, da dort die Beobachtungsbedingungen deutlich besser sind. Diese lag zunächst bei Fischbek, wurde 1994 wegen der zunehmenden Lichtverschmutzung nach Bardenhagen in die Nordheide verlegt und ist 2006 nach Handeloh umgezogen. Die Hauptinstrumente der Außensternwarte waren lange Jahre zwei Newton-Teleskope mit Spiegeldurchmessern von 36 cm bzw. 31 cm. Von 2000 bis 2005 wurde am Standort Bardenhagen statt der bisher genutzten Hauptgeräte ein Teleskop mit 63 cm Spiegeldurchmesser betrieben, das sich jedoch als weitaus weniger leistungsfähiger als kleinere und modernere Geräte erwies. Heute wird als Hauptgerät eine Dreier-Kombination aus 14-Zoll-ACF-Teleskop, 32-cm-Astrograf und 10-cm-Refraktor verwendet, mit der sowohl visuelle Beobachtungen als auch digitale Astrofotografien möglich sind.

### Cuxhaven und Kiel
Die Ortsgruppe Cuxhaven und ihre Sternwarte wurden in den frühen 1970er Jahren vom damaligen Vorsitzenden Max Koch gegründet. Die Sternwarte konnte dabei auf dem Gelände der Berufsbildenden Schule Cuxhaven errichtet werden und etablierte sich mit ihrem Angebot bald in der Stadt. Eine umfangreiche Instandsetzung fand 1996 unter finanzieller Beteiligung des Landkreises Cuxhaven statt.
Die Ortsgruppe Kiel entstand ebenfalls in den 1970er-Jahren, pflegt seit dieser Zeit enge Kontakte zur Fachhochschule Kiel und beteiligte sich am Betrieb der dortigen Sternwarte. Seit 1979 verfügt die Kieler Gruppe auf dem Gelände der Realschule Kronshagen über eine vereinseigene Sternwarte.

## Bekannte Mitglieder und Ehemalige
- Jan Braband,[6] Regisseur
- Georg Dittié,[7] Preisträger der VdS-Medaille; Ingenieur und Software-Entwickler
- Rahlf Hansen,[8] Astronom und Wissenschaftshistoriker
- Wolfgang Lille, Vorsitzender von 1985 bis 1994,[9] Preisträger der VdS-Medaille und des Wilhelm-Förster-Preises; Techniker und Unternehmer
- Hartwig Lüthen, Vorstandsmitglied seit 2006;[7] Botaniker, ehemaliger Mitherausgeber der Zeitschrift KPM, Verwalter des astronomischen Nachlasses von Max Beyer
- Erich Übelacker, Vorsitzender von 1977 bis 1983;[1] Astronom, Autor, ehemaliger Leiter des Hamburger Planetariums
- Cyrus Sadri, Öffentlichkeitsarbeit 1990 bis 1991;[10] Radiomoderator
- Erik Wischnewski,[11] Astronom und Autor
- Jürgen Plagemann, deutscher Ruderer im Deutschland-Achter (Weltmeister, Europameister, Olympiazweiter)